# Pass på
Pass På är ett humorprogram av och med Peter Magnusson och David Hellenius som sändes våren 2003. Mycket av humorn i Pass På känns igen i Hey Baberiba som också skapats av Peter och David, där de även tog med Christine Meltzer som ett kvinnligt tillskott till duon. I Pass På såddes fröet framförallt till "Familjen" i Hey Baberiba, i vilket de driver med den rojalistiska hysterin inom - men även i ytterkanten - av hovet. I Pass På lanserades en fantasiversion av Prinsessan Madeleines pojkvän Jonas Bergström och hans fiktiva kompis Frans. Dessa två kallade sig "brats", ett begrepp som fick extra skjuts i och med programmet.